# Браян Боннер
Брайан Боннер (англ. Brian Bonner, нар. 1960, Сент-Пол, США) — головний редактор українського англомовного видання Kyiv Post з 2008 року, американець.

## Життєпис
За фахом історик, закінчив Університет Міннесоти у 1984 році. Журналістську кар'єру почав у студентській газеті Minnesota Daily, найбільшій студентській газеті Сполучених Штатів і четвертій за популярності газеті штату.
23 роки, з червня 1983 по квітень 2007-го, працював репортером і редактором газети St. Paul Pioneer Press, другої за обсягами у Міннесоті, США. Крім України, вів репортажі також з Росії, Бельгії, Шрі-Ланки, Таїланду, Лаосу, Норвегії та Великої Британії.
Вперше приїхав в Україну у 1996 році викладати журналістику і пробув в країні до січня 1997-го. У 1999 році багато працював у Європі, брав участь в антитютюнових кампаніях, і також став редактором Kyiv Post.
Чинний головний редактор Kyiv Post з 9 червня 2008 року.
У 2007—2008 роках працював заступником директора з міжнародних комунікацій у «Кампанії за дітей без тютюну» у Вашингтоні, округ Колумбія. Також працював експертом з виборів у шести місіях спостерігачів ОБСЄ в Україні, Білорусі, Казахстані та Туркменістані у 1999—2013 роках. У 2013—2017 роках був регіональним координатором данської програми Objective Investigative Reporting Program.
У квітні 2011 року, коли власник Kyiv Post Мухаммад Захур звільнив Боннера, на підтримку його і його позиції щодо редакційної політики виступили журналісти видання, влаштувавши страйк. За тиждень Захур повернув Боннера на посаду головного редактора.
Браян Боннер — член наглядової ради Фонду розвитку медіа (англ. Media Development Foundation), неприбуткової організації, заснованої журналістами Kyiv Post у 2013 році для пропагування розслідувальної журналістики, навчання журналістів та обмінів. У 2017 році обраний на дворічний термін членом ради директорів Європейської Бізнес Асоціації (англ. European Business Association).

## Особисте життя
Браян Боннер був одружений з українкою, має дочку-українку. Українською мовою не володіє.